# Jimmy Crespo
Jimmy Crespo, né le 5 juillet 1954 à Brooklyn (New York), est un ancien membre du groupe Aerosmith, qui remplaça Joe Perry à la guitare de 1979 à 1984 et notamment pour les albums Night in the Ruts et Rock in a Hard Place.